# Saropogon extenuatus
Saropogon extenuatus är en tvåvingeart som beskrevs av Frederick Wollaston Hutton 1901. Saropogon extenuatus ingår i släktet Saropogon och familjen rovflugor. Inga underarter finns listade i Catalogue of Life.